# Coalición Por el Bien de Todos
Die Coalición Por el Bien de Todos (spanisch Koalition zum Wohle aller) war ein strategisches Wahlbündnis zwischen den mexikanischen Parteien PRD, PT und der Convergencia zur mexikanischen Präsidentschaftswahl 2006. Gemeinsamer Kandidat war Andrés Manuel López Obrador.